# 山形ラーメン
山形ラーメン（やまがたラーメン）は、山形県を発祥とするご当地ラーメンの総称。
山形県はラーメン消費量が日本一と言われている。
山形県では、醤油ベースのスープに中華麺が入ったラーメンは「中華そば」と呼ばれることが多い。そういった醤油ベースのスープのラーメンこそが「山形ラーメン」であるとする人もいる。また、蕎麦屋においても中華そばを提供する店が多く、中には本業の蕎麦よりもラーメンのほうが人気となっている蕎麦屋もある。
2016年4月、南陽市では市職員と市民からなる「ラーメン課」を設立し、ラーメンを利用した観光客の誘致を検討している。2017年には南陽市内のラーメン店など紹介する小冊子『なんようしのラーメン』が作成された。

## 山形県のご当地ラーメン
山形県のご当地ラーメンとしては、以下のような例がある。
- 赤湯ラーメン
- 酒田ラーメン
- とりもつラーメン
- 冷やしラーメン
- 米沢ラーメン